# Ranto Natas
Ranto Natas is een bestuurslaag in het regentschap Mandailing Natal van de provincie Noord-Sumatra, Indonesië. Ranto Natas telt 680 inwoners (volkstelling 2010).